# زانکت گورگن ایم لافانتال
زانکت گورگن ایم لافانتال (به آلمانی: Sankt Georgen im Lavanttal) یک منطقهٔ مسکونی در اتریش است، که در ناحیه وولفسبرگ واقع شده‌است. زانکت گورگن ایم لافانتال ۲٬۱۸۷ نفر جمعیت دارد.